# Lakšárska Nová Ves

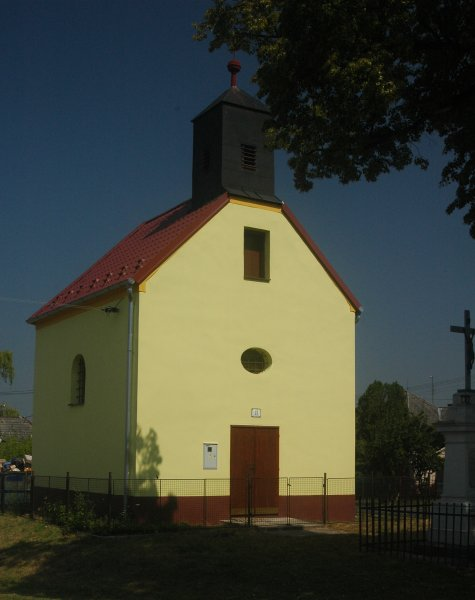
Lakšárska Nová Ves

Lakšárska Nová Ves (Hongaars: Laksárújfalu) is een Slowaakse gemeente in de regio Trnava, en maakt deel uit van het district Senica.
Lakšárska Nová Ves telt 1.068 inwoners.